# Flavoscypha
Flavoscypha är ett släkte av svampar. Flavoscypha ingår i familjen Pyronemataceae, ordningen skålsvampar, klassen Pezizomycetes, divisionen sporsäcksvampar och riket svampar.